# Salinas (Minas Gerais)
Salinas est une municipalité brésilienne de l'État du Minas Gerais et la microrégion de Salinas.